# Мейнхард II
Мейнхард II, (нем. Meinhard II.; ок. 1238—1295) — граф Горицы (под именем Мейнхард IV) в 1258—1271 годах, граф Тироля с 1258 года, герцог Каринтии и Крайны c 1286 года, из Горицко-Тирольской династии. Мейнхард II был старшим сыном Мейнхарда I, графа Горицкого, и Адельгейды Тирольской, дочери и наследницы графа Тироля Альбрехта.

## Биография

### Наследник
Мейнхард II был старшим сыном Мейнхарда I, графа Горицкого, и Адельгейды Тирольской, наследницы графства Тироль. Точная дата рождения Мейнхарда не известна, но большинство исследователей датируют «около 1238 года» (также указывают 1238, 1236, 1235, 1232 и около 1227 года). Allgemeine Deutsche Biographie датировала брак родителей Мейнхарда 1236 годом.
Отец Мейнхарда II — Мейнхард I будучи сторонником императора Фридриха II, в 1248 году был назначен имперским викарием Штирии. Пользуясь этим, а также тем что духоовные феодалы враждовали с императором Мейнхард I нападал на церковные владения Зальцбурга и Аквилеи в Штирии и Каринтии. В 1252 году вместе с Альбрехтом Тирольским (дедом Мейнхард II) они были разбиты у Грайфенбурга и угодили в плен. Заплатив большой выкуп Мейнхард I также отдал своих сыновей Мейнхарда II и Альберта I в заложники. Мейнхард II находился в этом статусе в 1252—1258 годы, а Альберт I до 1262 года.
В июле 1253 года умер Альбрехт Тирольский. Так как у него не было сыновей, то наследство разделили зятья Мейнхард I Горицкий и Гебхард IV граф фон Хиршберг. Отец Мейнхарда II получил Тироль, а Гебхард IV иные владения В 1256 году умерла бездетная сестра Адельгейды Тирольской Елизавета. Мейнхард I Горицкий и его сыновья потребовали от овдовевшего Гебхарда IV вернуть наследство. Тот передал большую часть земель в 1263 году, а остальные замки продал лишь в 1284 году.

### Правитель Тироля
Летом 1258 года умер Мейнхард I. Его наследниками в качестве графов Горицы и Тироля должны были стать сыновья Мейнхард II и Альберт I, но в связи с тем, что Альберт оставался в заложниках землями управлял Мейнхард II.
Став после смерти отца графом Горицы и Тироля, Мейнхард II быстро приобрёл значительное влияние в юго-восточных областях Германии и 6 октября 1259 года а Мюнхене женился на вдове германского короля Конрада IV. Освободившись из-под власти Зальцбургского архиепископства в 1259 году, Мейнхард II развернул борьбу за власть над тирольскими землями с церковными феодалами, прежде всего епископами Бриксена и Трента. Ему удалось фактически установить контроль над обширными владениями этих епископов, пользуясь наследственной должностью викария Бриксена и Аквилеи.
В 1262 году Мейнхард II стал подестой Триеста. В 1266 году благодаря браку с Елизаветой Баварской Мейнхард II получил от баварского графа Гебхарда IV фон Хиршберга ряд земель (замок Петерсберг, окрестности Имста). Это укрепило не только позиции Горицкой династии но и Конрадина.
В августе 1267 года Мейнхард II вернул свободу патриарху Аквилеи Грегорио ди Монтелонго.
Осенью 1267 года будучи отчимом Конрадина Мейнхард II сопровождал того в итальянском походе, но лишь от Тренто до Вероны. В этом походе вместе с другими участвовали брат Елизаветы Баварской Людвиг и Рудольф, граф Габсбурга и Кибурга, с которыми Мейнхард II установил тесные отношения.
В 1271 году Мейнхард II разделил свои владения со своим младшим братом Альбрехтом. Мейнхарду достался Тироль, а Альбрехт стал править в Горице. Таким образом Горицкая династия разделилась на две независимые ветви. В Тироле Мейнхард активно занимался поддержкой экономического развития, поощрял горные разработки и посредническую торговлю. В его правление велось усиленное строительство дорог и началась чеканка собственной монеты. Мейнхард II фактически стал создателем суверенного тирольского графства.
Для защиты своих владений с севера и утверждении собственной власти в южной Баварии граф повелел построить крепость Фалькенштайн. Этот замок стал самой высокогорной твердыней Германии. 

### Правитель Тироля, Каринтии и Краины
Мейнхард II вступил в прочный союз с Габсбургами, дворянским родом, владеющим землями в северной Швейцарии и южной Швабии. Тирольско-габсбургский союз укрепился после того, как Рудольф I Габсбург в октябре 1273 года был избран королём Германии, а Мейнхард II в декабре 1274 года выдал свою дочь Елизавету за сына Рудольфа Альбрехта. Мейнхард II оказал существенную военную поддержку Рудольфу I в его борьбе с чешским королём Пржемыслом Оттокаром II. Во время чешско-немецкой войны Мейнхард II командовал отрядом вторгшимся в сентябре 1276 года в Каринтию, Штирию и Краину. В качестве благодарности Рудольф в 1276 году, после победы над своим противником, передал в залог Мейнхарду II герцогства Каринтию и Крайну, ранее принадлежавшие Пржемыслу Оттокару II. Мейнхард II назначеный имперским наместником (капитаном) Каринтии и Краины не имел наследственных прав на эти территории.
В 1283 году Мейнхард II вмешался в конфликт зятя Альбрехта Габсбурга с Генрихом герцогом Баварским, из-за той части Верхней Австрии, что Отто Баварский получил от короля Рудольфа в приданное. Так как Екатерина Габсбург умерла не оставив потомства её брат Альбрехт Габсбург считал необходимым вернуть приданное сестры в семью. С этим был несогласен Генрих Баварский, приходившийся Мейнхарду II дядей. Мейнхард II остановил данный конфликт.
В 1286 году Рудольф передал Мейнхарду II как герцогство Каринтию в лен, а Краину и Словенскую марку отдал в залог за 20.000 марок серебра. В случае прекращения потомства мужского пола, Каринтия и Крайна должны были перейти во владение Габсбургам (что и произошло в 1335 году).
После смерти в 1291 году Рудольфа I Габсбурга новый король Германии Адольф Нассауский, не подтвердил права Мейнхарда II на тирольские владения и Каринтию. Эти регоны охватило восстание. В 1292 году люди архиепископа зальцбургского Конрада IV Фонсдорфского хитростью захватили Людвига, сына Мейнхарда II и город Санкт-Файт. А состоявшийся в Зальцбурге собор отлучил Мейнхарда II за то, что тот удерживал Тридентское и Бриксенское епископства. В 1293 году Мейнхарда добился освобождение Людвига и признания его власти над Каринтией.
Мейнхард II поддерживал Альбрехта Габсбурга против бутовавших в Австрии дворян.
1 ноября 1295 года Мейнхард II умер.

## Брак и дети
С 6 октября 1259 года Елизавета Виттельсбах (1227—1273), дочь Оттона II, герцога Баварии
- Елизавета (около 1262[28]—1312), замужем (1274) за Альбрехтом I, королём Германии;
- Оттон II (ум. 1310), герцог Каринтии и Крайны, граф Тироля (с 1295);
- Альбрехт[укр.]  (ум. 1292);
- Людвиг[кат.]  (ум. 1305);
- Генрих (1270—1335), король Чехии (1306, 1307—1310), герцог Каринтии и Крайны, граф Тироля (с 1295);
- Агнесса (ум. 1293), замужем (1286) за Фридрихом I, маркграфом Мейссена.

Также его бастардами были
- Фридрих (-1333) пробст Бриксена
- Генрих (-1327[29]/1349[30]) граф Эшенлоэ
- Альбрехт (-1335/1336[31]) бургграф Тироля

ещё 10 внебрачных сыновей